# Iași-Gorj
Iași-Gorj – wieś w Rumunii, w okręgu Gorj, w gminie Drăguțești. W 2011 roku liczyła 927 mieszkańców.